# Edmond Deda
Edmond Deda (n. 23 aprilie 1920, București, România – d. 29 septembrie 2006, București, România) a fost un compozitor de muzică ușoară, operetă, muzică pentru spectacole de teatru, muzicolog, publicist, pianist și dirijor român.

## Studii
A studiat la Conservatorul Alberto della Pergola (București) și la The Billy Mayerl School for Modern Syncopation din Londra (1938-39) (pian).

## Cariera
- Profesor de jazz la Conservatorul Lira din Brăila (1942-1944)
- Înființează și conduce Conservatorul de jazz din România (1941-1948)
- Profesor de muzică ușoară la Școala populară de artă din BRASOV
- Dirijor la teatrul Constantin Tănase
- Membru al Uniunii Compozitorilor

## Scrieri
- Întâlnire cu jazzul (1945)
- Parada muzicii ușoare românești (1968)
- Euterpe în vacanță, București, Edit. Sport-Turism, 1980;
- Călătorie la izvoarele jazzului, ciclu de articole în: Spectacolul muzicii, București, 1992-1994;
- Reflecții despre reflectări, ciclu de articole în: Spectacolul muzicii, București, 1993-1994;
- Remember jazz, ciclu de articole în: Actualitatea muzicală, 1993-1994.

## Compoziții de muzică ușoară
- Mă mai gândesc la dumneata - interpretată și de Margareta Pâslaru
- Of, inimioară - Luminița Dobrescu și Ștefan Bănică
- Inimă nu fi de piatră - Corina Chiriac
- N-am nicio vină - Margareta Pâslaru
- Ce te uiți așa la mine - Ștefan Bănică
- Nu te intrista, iubesc pe altcineva - Margareta Pâslaru
- Bun venit rază de soare - Angela Similea
- Asta-i tot ce-a mai rămas - Margareta Pâslaru
- Indrăgostiții n-au nevoie de cuvinte - Doina Spătaru
- Știu adevărul - Dan Spătaru
- Suflet de copil - Anda Călugăreanu

## Premii și distincții
- Cinci premii la Festivalul Cerbul de Aur
- Două premii la Festivalul Mamaia
- Mențiuni la Festivalurile de la Split și Sopot

## Filmografie

### Muzică de film
- Caravana prieteniei (1958), regie: Hans Müller (coproducție)
- Nu vreau să mă însor (1961), regie: Manole Marcus
- Mini-Tehnicus (1970), regie: Elisabeta Bostan
- Agentul straniu (1974), regie: Savel Știopul - în colaborare cu H. Maiorovici